# Art nouveau en Bélgica

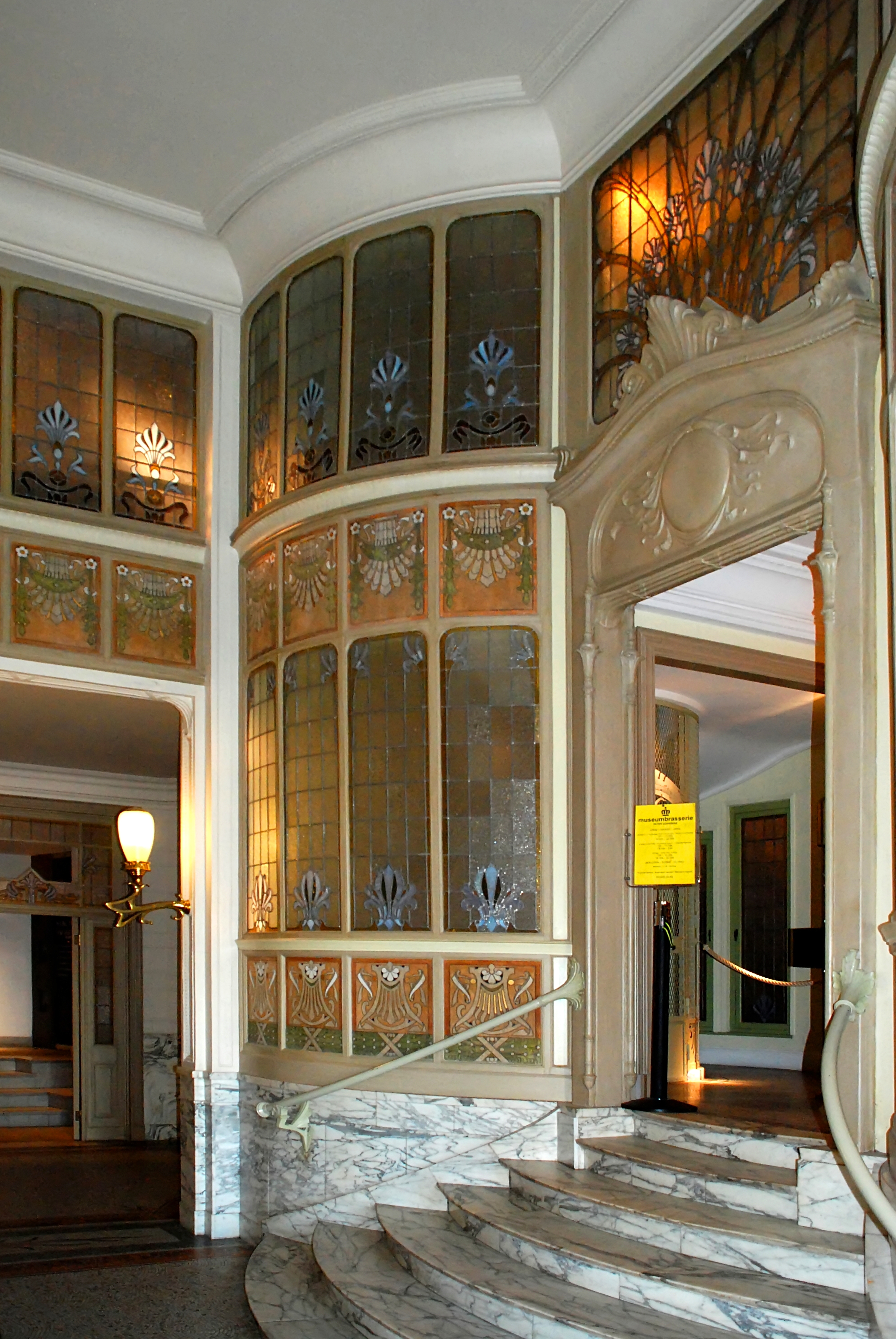
Léon Govaerts: casa Gresham

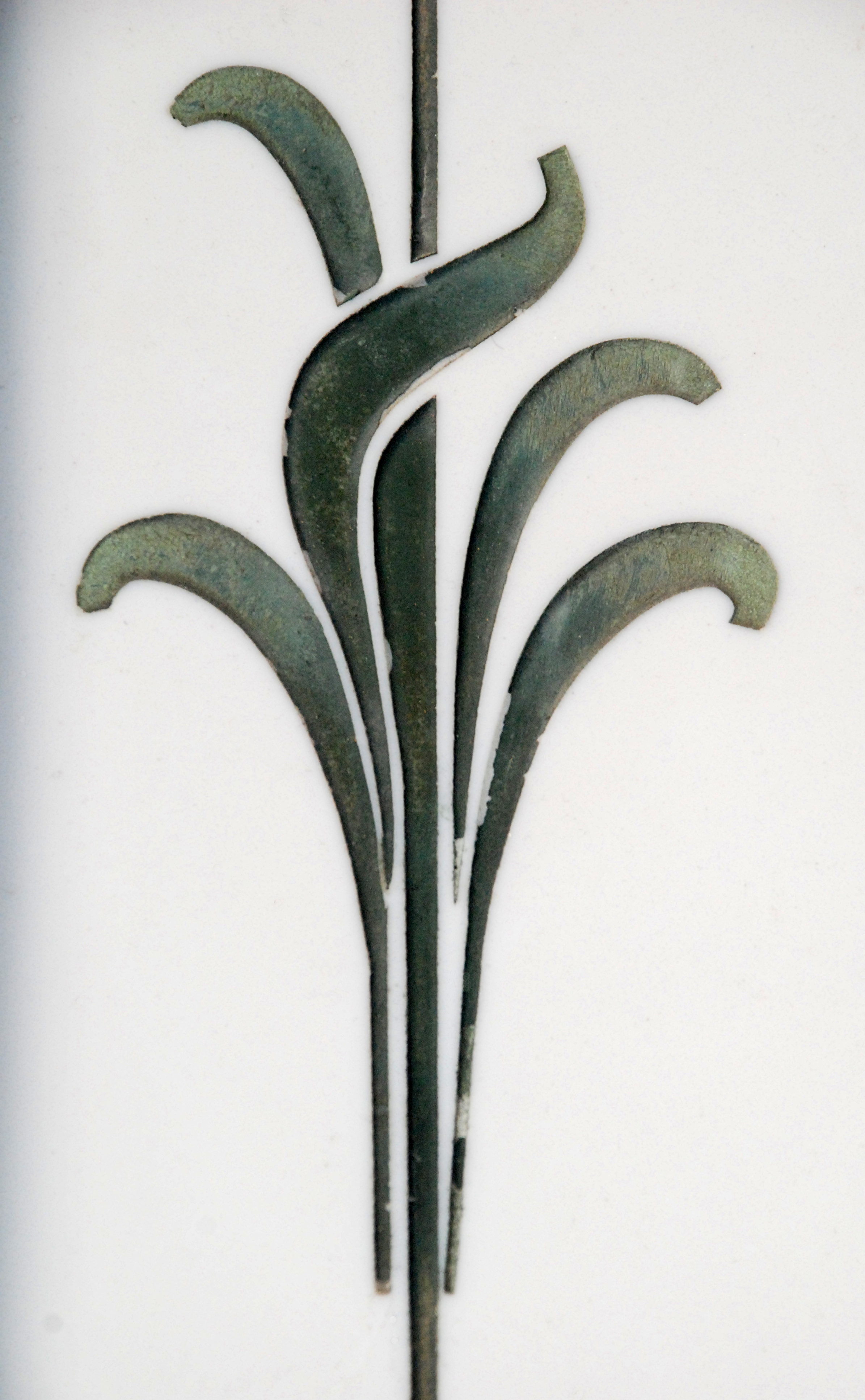
Léon Govaerts: casa Gresham

El art nouveau es un movimiento artístico de cambio del siglo XIX que nace en Bélgica en 1893, año en que Victor Horta construye la casa Tassel y que se impone rápidamente en arquitectura, y también en todas las disciplinas de las artes decorativas belgas: escultura, vidriera, esgrafiado, cerámica, mobiliario, papel pintado, litografía, orfebrería, joyería... El estilo desaparece en 1926
El art nouveau de Bruselas tuvo una fuerte influencia en Francia, Alemania, Holanda y la Secesión de Viena.
A pesar de las numerosas demoliciones realizadas desde el final de la II Guerra Mundial hasta finales de los años 60, Bruselas sigue contando con más de 500 edificios art nouveau. Entre las obras de estilo art nouveau de Bruselas, cuatro construcciones de Victor Horta forman parte del Patrimonio de la Humanidad desde el año 2000, con la denominación común de «Obra de Victor Horta en Bruselas»: la Casa Tassel, la Casa Solvay, la Casa van Eetvelde y la Casa-taller de Horta (actual museo Horta).
El palacio Stoclet, construido entre 1905 y 1911 por el arquitecto austriaco Josef Hoffmann, uno de los fundadores de la «secesión» de Viena, también es Patrimonio de la Humanidad desde el año 2009.

## Historia

### La génesis
Con la casa Tassel, edificada en 1893, Victor Horta intenta inventar un nuevo estilo, un «arte nuevo», y reaccionar ante la arquitectura ecléctica, dominante durante todo el siglo XIX, que se limitaba a copiar los estilos clásicos (eclectismo puro, neorománico, neogótico, neorrenacentista italiano, neorrenacentista flamenco, neotudor, neobarroco...).
Ese mismo año, Paul Hankar construye su vivienda personal en la calle Defacqz, con un estilo «art nouveau geométrico» muy distinto al  «art nouveau floral» de Victor Horta.
El art nouveau se impone rápidamente en arquitectura, pero también en todas las disciplinas de las artes decorativas belgas: escultura, vidriera, esgrafiado, cerámica, mobiliario, papel pintado, litografía, orfebrería, joyería...

### Proyección internacional delart nouveaubelga
El art nouveau de Bruselas tiene una fuerte influencia en Francia, Alemania, Holanda y la Secesión de Viena.
Victor Horta influenció al parisino Hector Guimard (que viajó a Bruselas en 1895 para conocer a Horta y Hankar) y al vienés Otto Wagner, Henry van de Velde tuvo influencia en Alemania y Holanda, mientras que los pioneros del art nouveau de bruselas (Paul Hankar y Georges Hobé) influencian al arquitecto vienés Josef Hoffmann.
Unos años después, Paul Hamesse y Léon Sneyers, alumnos de Hankar, experimentarán a su vez la influencia de la Secesión vienesa, gracias entre otras cosas al palacio Stoclet, construido en Bruselas por el vienés Josef Hoffmann.

### La Exposición del Congo en Tervuren en 1897

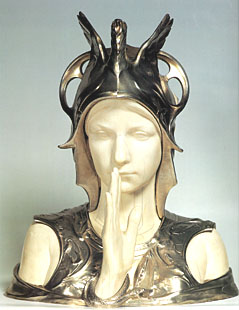
Charles Van der Stappen: La esfinge misteriosa

Al margen de la Exposición Universal de 1897 que se celebra en Bruselas, el rey Leopoldo II de Bélgica organizó en Tervuren (cerca de Bruselas) otra exposición destinada a mostrar las oportunidades que ofrecía el Congo, a la sazón propiedad privada del propio rey. Esta exposición estaba dividida en cuatro secciones cuyo diseño se encargó a Paul Hankar, Georges Hobé, Henry van de Velde y Gustave Serrurier-Bovy. En un salón principal, concebido por Hankar, consagrado a la escultura criselefantina se podían admirar obras en marfil de una treintena de artistas.
La estructura diseñada por Georges Hobé se conserva en los jardines del Museo Real de África Central en Tervuren.
De hecho, una parte de las esculturas criselefantinas de la exposición de 1897 puede admirarse en las vitrinas de los «almacenes Wolfers», reconstruidas en los Museos Reales de Arte e Historia del parque del Cincuentenario, entre ellas la soberbia Esfinge misteriosa de Charles Van der Stappen (1897).

### Art nouveau y eclectismo

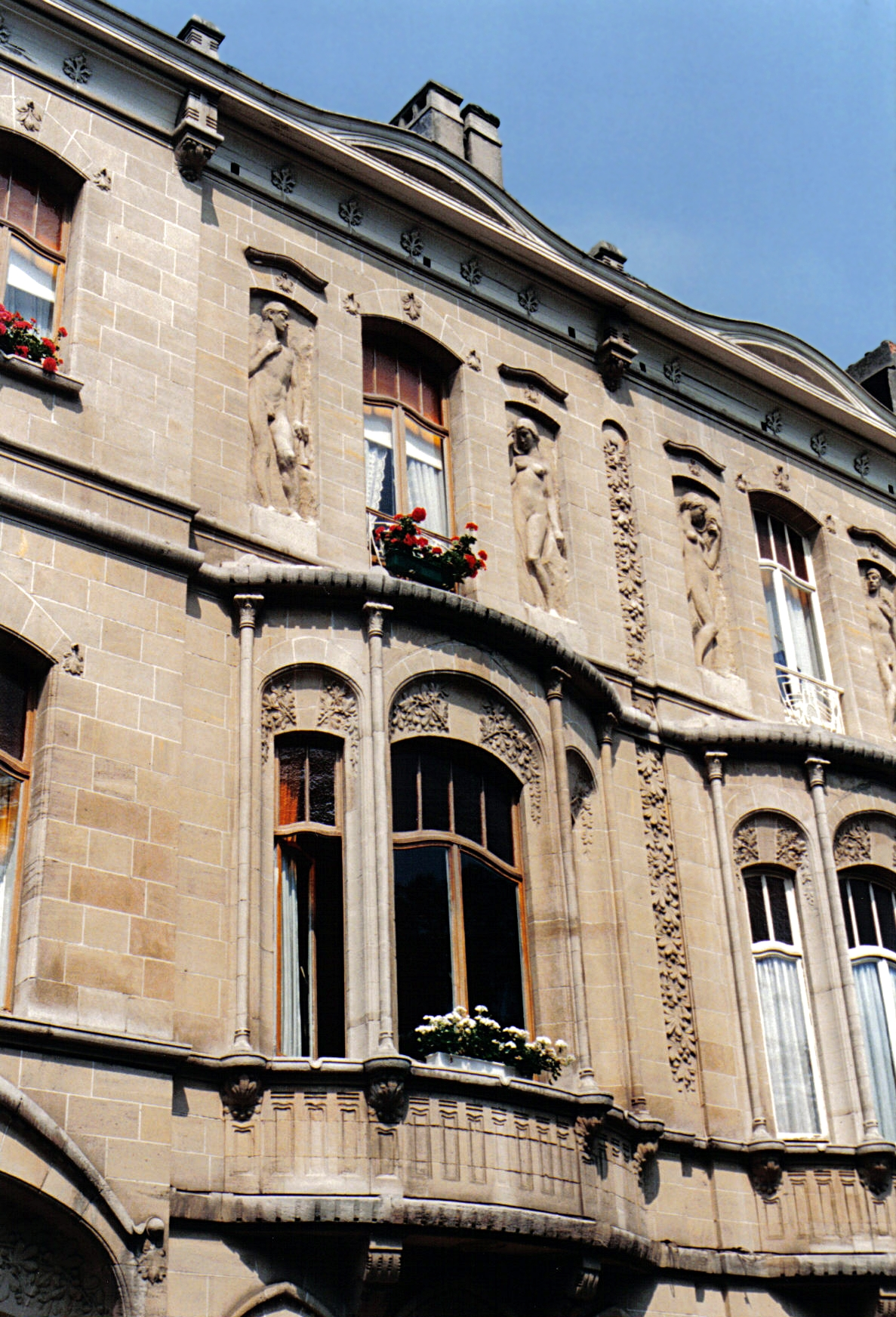
Alphonse Groothaert

Paradójicamente, mientras Victor Horta pretendía reaccionar contra los estilos ecléctico y «neo», estos estilos se fueron infiltrando en la arquitectura art nouveau de Bruselas.
Este fenómeno tomará varias formas distintas:
- Ciertos arquitectos crean un estilo art nouveau teñido de clasicismo, como Octave Van Rysselberghe, Jules Brunfaut y Paul Vizzavona.

- Numerosos arquitectos conciben inmuebles unas veces totalmente eclécticos, otras totalmente art nouveau y otras art nouveau teñido de eclectismo: Léon Govaerts, Alphonse Groothaert, Franz Tilley, Georges Delcoigne, los hermanos Delune, Dominique Fastré, Edmond Lodewyck, Alex Desruelles, Georges Peereboom, Louis Bral, Benjamin De Lestré de Fabribeckers, Alphonse Boelens, Fernand Lefever, Arthur Nelissen, etc.; el mejor ejemplo de esta tendencia es Paul Saintenoy, que construye a pocos metros de los grandes almacenes art nouveau «Old England» una farmacia neorrenacentista (la farmacia Delacre) y un inmueble ecléctico (la Caisse Générale de Reports et de Dépôts).

- La mayor parte de los arquitectos eclécticos de la época se limitaron a añadir el art nouveau a la paleta de estilos que plagiaban, e integraron en sus fachadas algunos de sus elementos decorativos (cerámica, esgrafiado): este fenómeno contribuirá a la decadencia del art nouveau en Bélgica, al pervertirlo y banalizarlo.

### El final delart nouveauen Bélgica
Se puede considerar que el art nouveau se extingue en Bélgica con la Primera Guerra Mundial.
Desgastado por los excesos rococó de ciertos arquitectos como Gustave Strauven, que terminan por cansar al público, pervertido y «recuperado» por el eclectismo, a partir de 1919 cede su lugar al art déco y al modernismo belga.
Después de 1918, solo unos pocos arquitectos siguen construyendo con estilo art nouveau, como  Fernand Lefever, que lo seguirá utilizando hasta 1924.
Por el contrario, hay que señalar que varios arquitectos belgas del art nouveau se pasan al art decó tras la Primera Guerra Mundial, entre ellos el propio Horta. Al final de este texto se puede leer la lista de estos arquitectos y sus obras art decó.

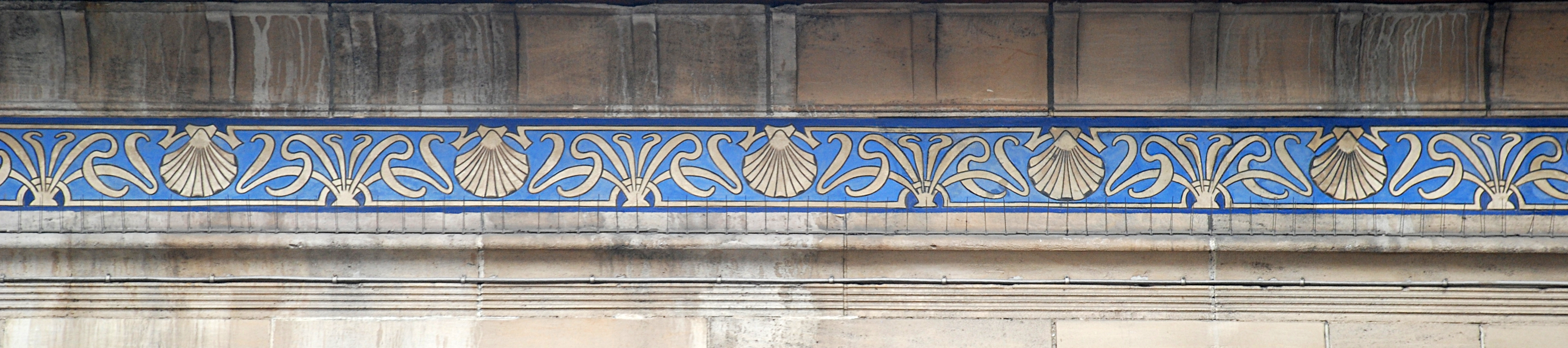
Friso art nouveau bajo la cornisa de la casa Otlet, de Octave van Rysselberghe

## Características estilísticas

### «Art nouveau floral» y «art nouveau geométrico»
Al principio emergen dos corrientes distintas:
- La tendencia «art nouveau floral» iniciada por Victor Horta en arquitectura y por Raphaël Évaldre en las artes decorativas, caracterizada por la famosa «curva de latigazo». Sus líneas sinuosas inspiradas en el mundo vegetal, sus motivos florales estilizados, la decoración abundante (y a veces excesiva, como en el caso de Gustave Strauven, que no está lejos del rococó),iiiih

```
siempre exenta de reminiscencias medievales (claramente perceptibles en la obra de Ernest Blerot, por ejemplo).
```

- La tendencia «art nouveau geométrico» iniciada por Paul Hankar en arquitectura y por Gustave Serrurier-Bovy en artes decorativas, caracterizada por una decoración geométrica y abstracta, más sobria pero mucho más moderna: su influencia sobre la corriente geométrica de la Secesión de Viena y la Nieuwe Kunst de Holanda, esta tendencia conducirá al art decó.

### La paleta ornamental de la arquitecturaart nouveau

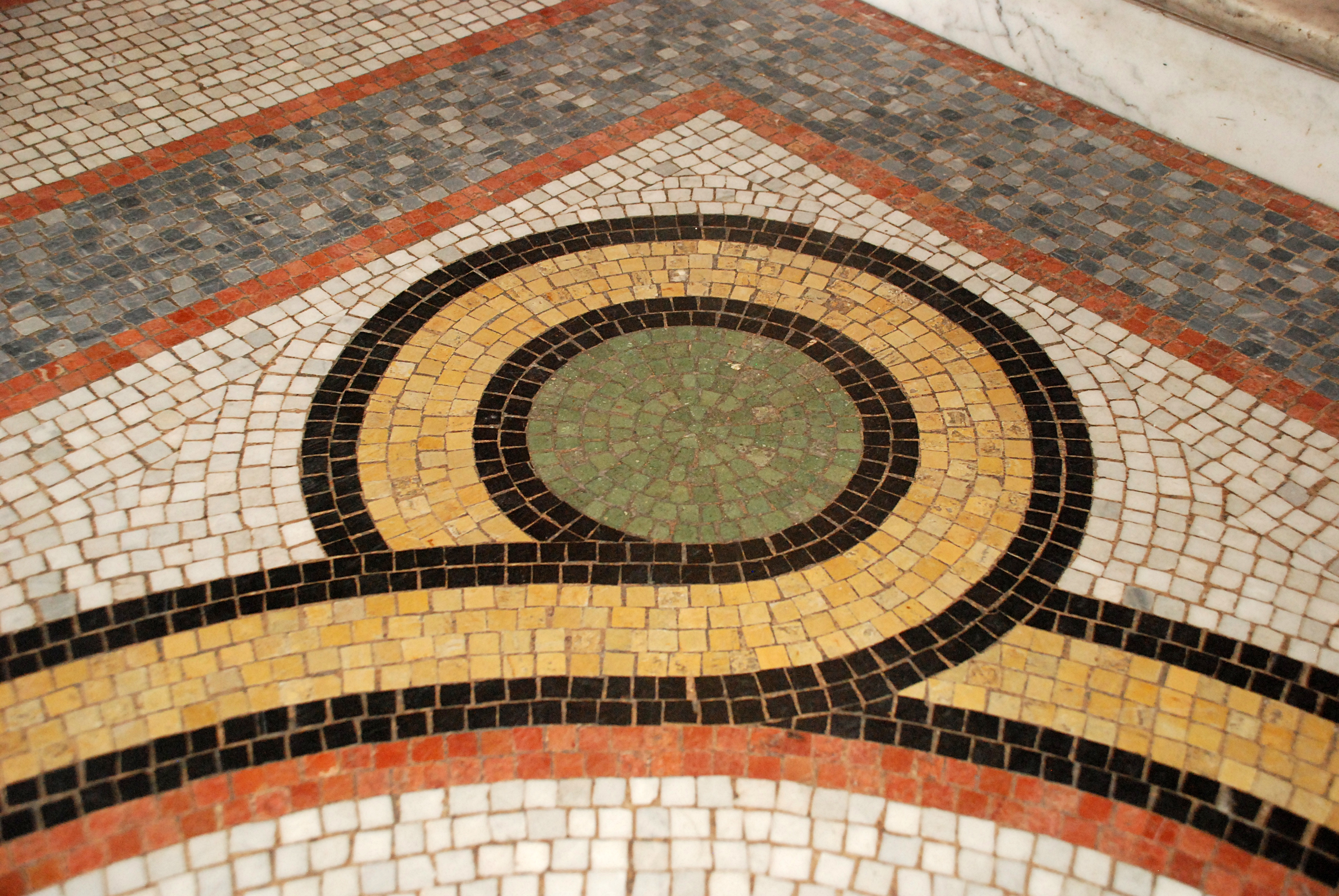
Mosaico de la biblioteca Solvay, de los arquitectos Bosmans y Vandeveld

Los edificios art nouveau poseen una gran diversidad de ornamentos, como:
- los esgrafiados, especialidad sobre todo de Adolphe Crespin, Henri Privat-Livemont y Gabriel Van Dievoet
- la escultura sobre piedra, representada por Pierre Braecke, colaborador de Victor Horta
- la cerámica, magníficamente ilustrada por Henri Privat-Livemont
- el hierro forjado (balcones, rejas...)
- el mosaico
- el estuco.

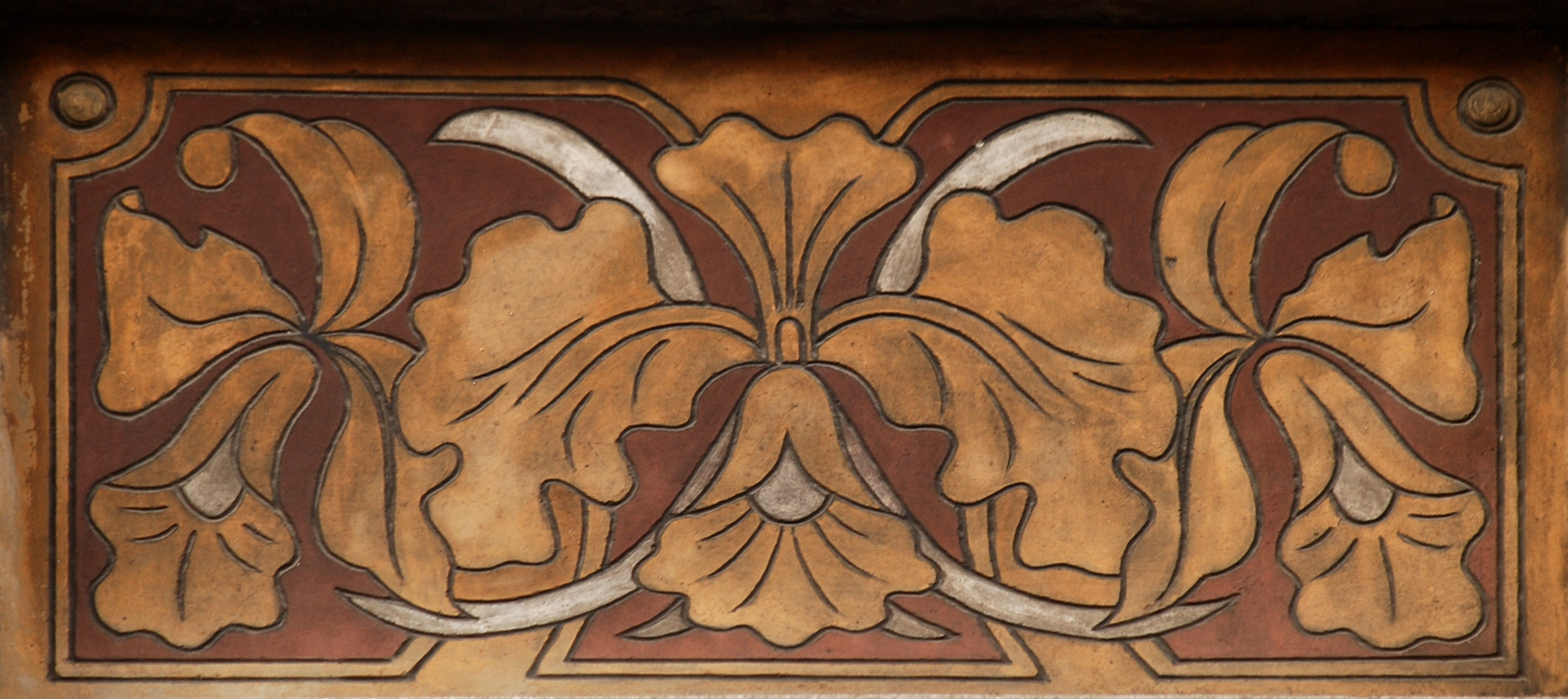
Esgrafiado del n.º 17 de la calle Renée Prinz en Jambes (Charles Trussart)
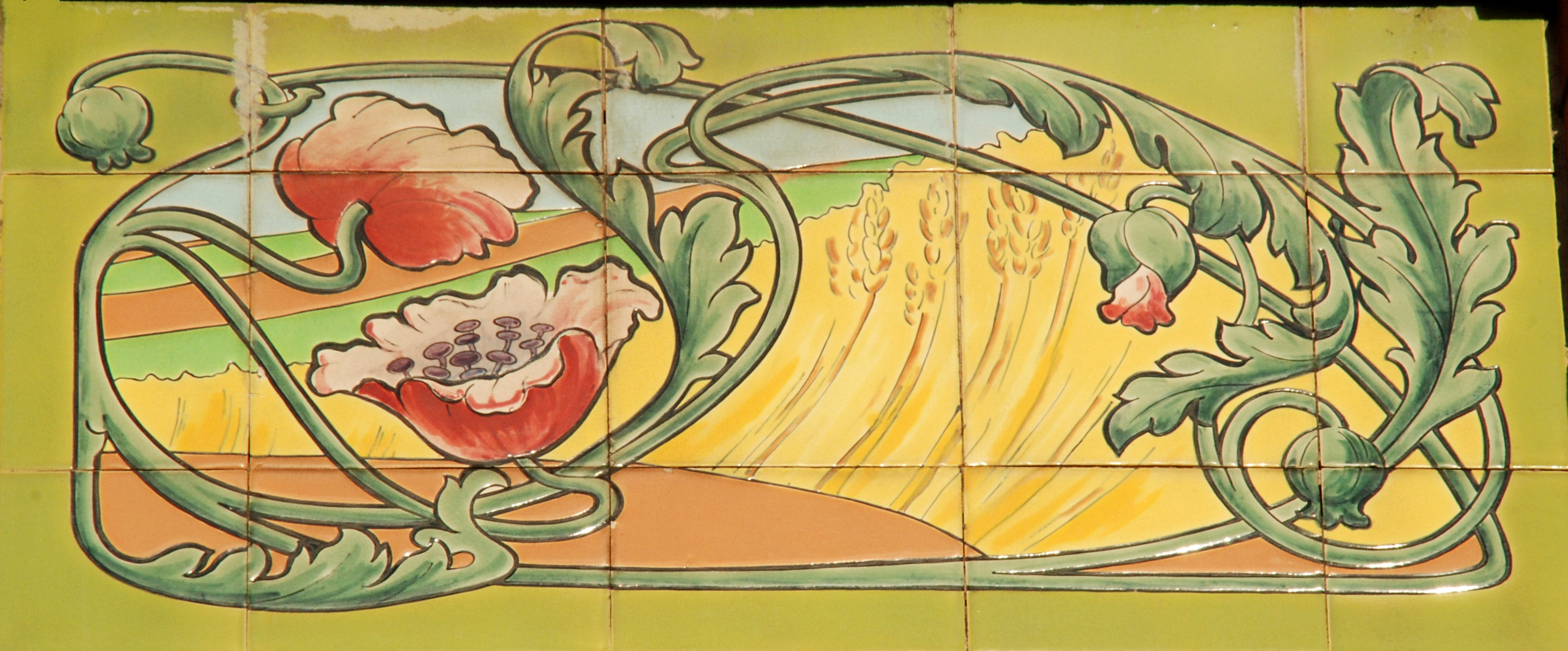
Cerámica con amapolas de la estación de Genval
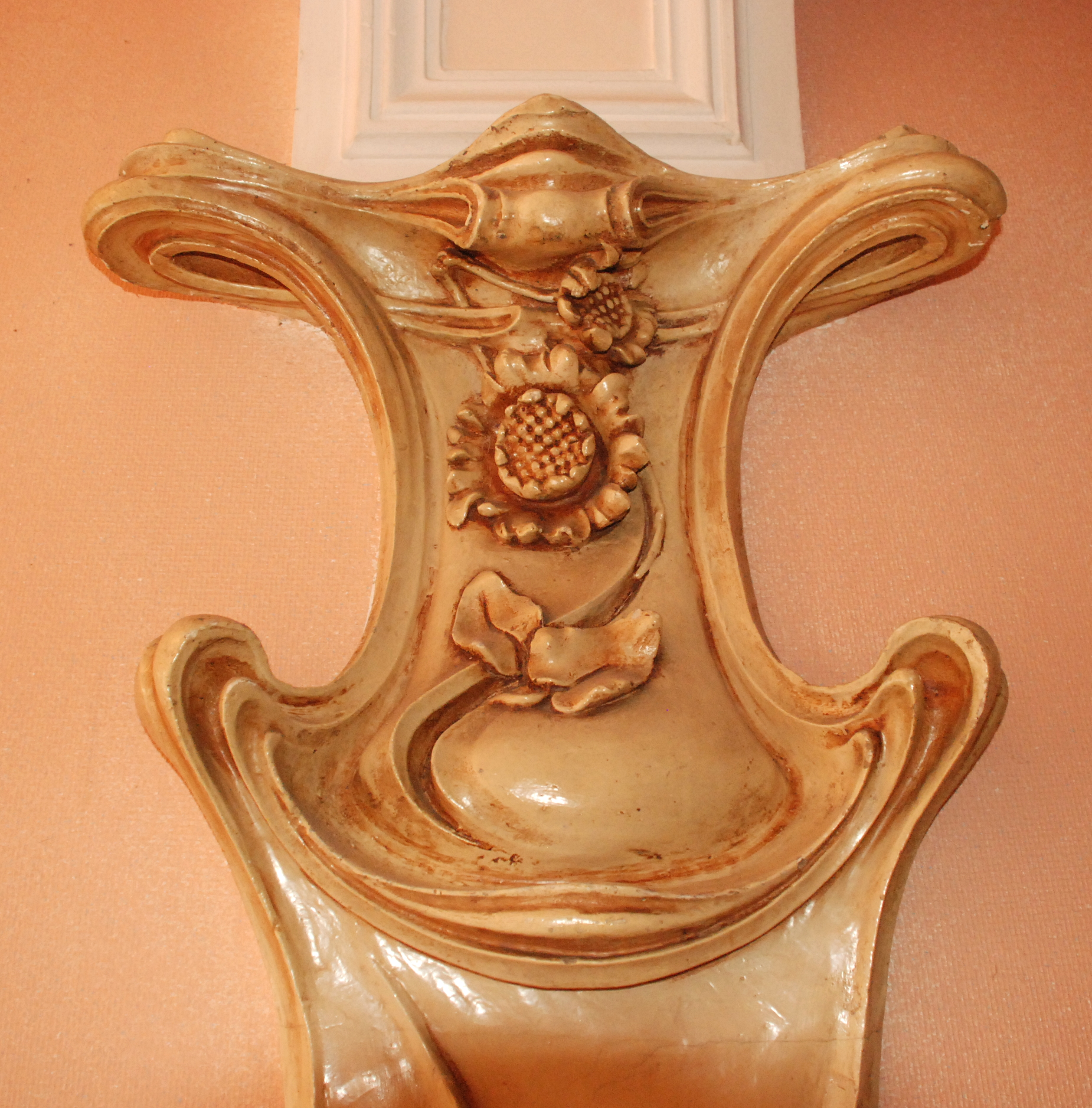
Pilastra en estuco de la Oficina de Turismo de Andennes (Achille Simon)
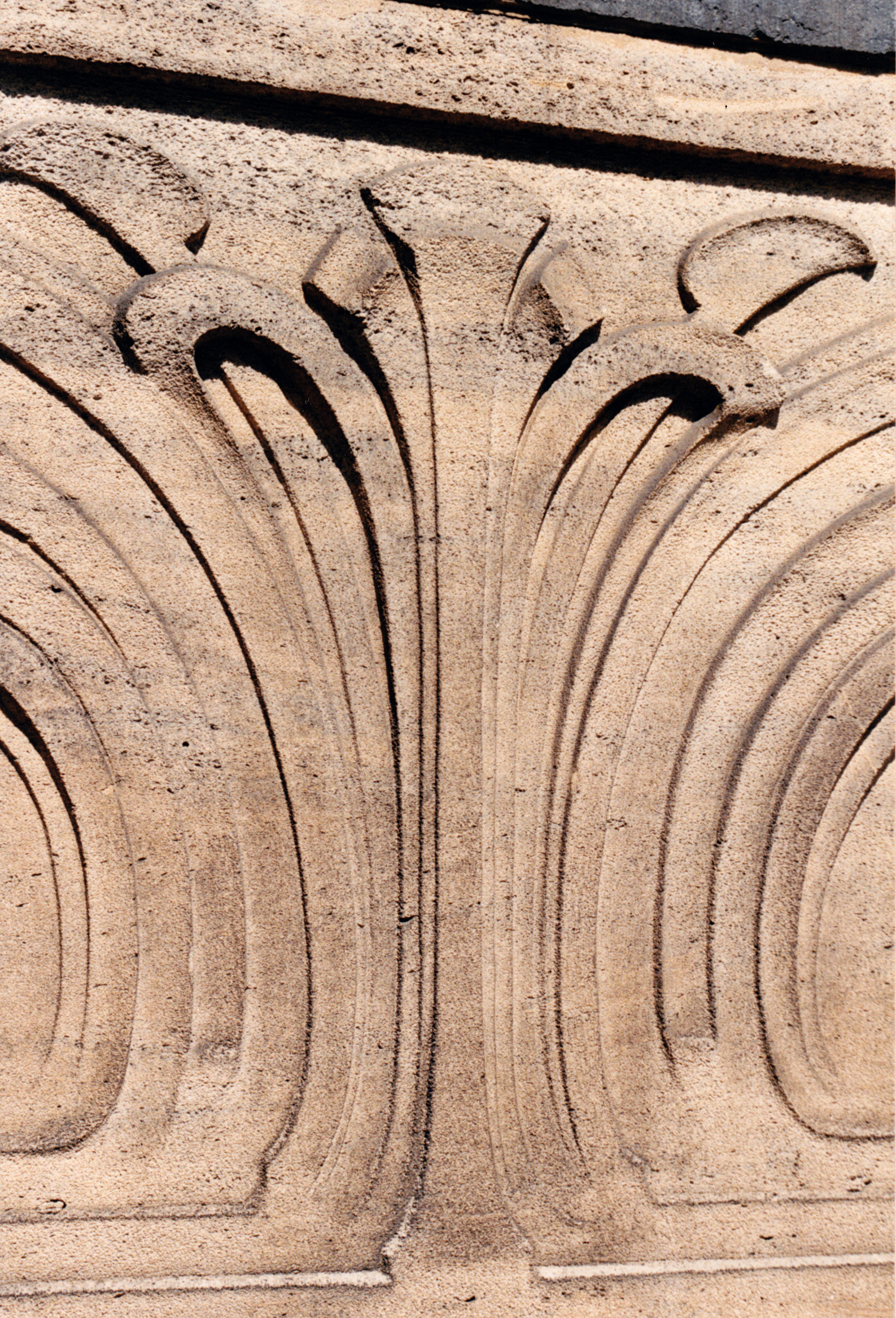
Bajorrelieve de la casa Aglave (Paul Hankar)
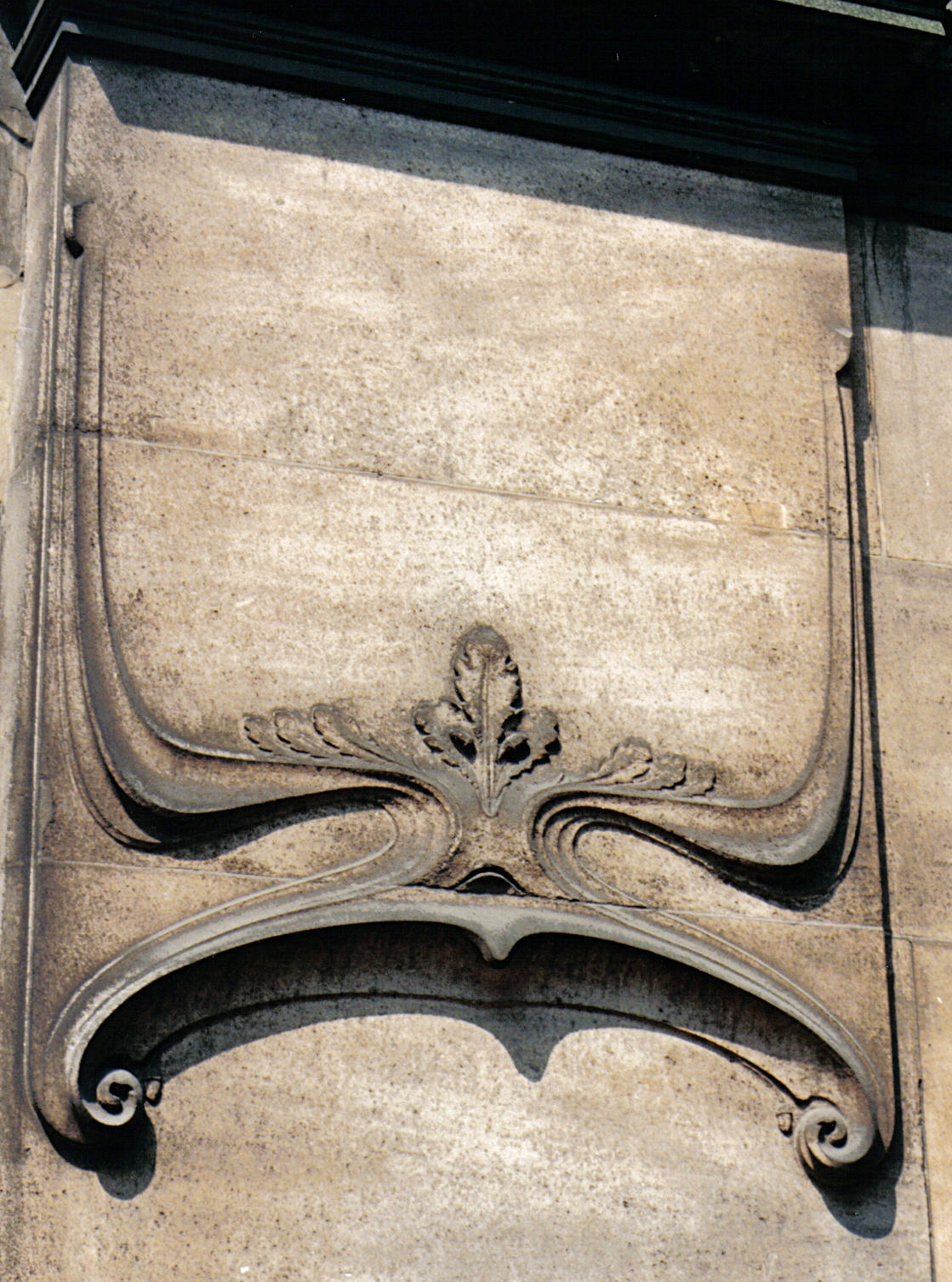
Bajorrelieve de la escuela Josaphat (Henri Jacobs)

## Los protagonistas delart nouveauen Bélgica
Esta es la lista de arquitectos practicantes del art nouveau en Bélgica, ordenados según el año de inicio de su producción en este estilo.

### Artes decorativas

#### Artes decorativas de estilo «art nouveau floral»
- 1893: Raphaël Évaldre (vidrieras)
- 1893: Adolphe Crespin (litografía, esgrafiado)
- 1893: Henry van de Velde (orfebrería, litografía, mobiliario, papel pintado)
- 1894: Isidore De Rudder (cerámica)
- 1896: Henri Privat-Livemont (carteles, esgrafiado, cerámica, vidrieras, pintura)
- 1896: Emile Fabry (pintura)
- 1896: Victor Rousseau (escultura)
- 1897: Philippe Wolfers (orfebrería, joyería)
- 1897: Charles Van Der Stappen (escultura)
- 1897: Arthur Craco (cerámica, escultura)
- 1897: Pierre Braecke (escultura)
- 1897: Fernand Dubois (escultura)
- 1897: Alfred Willy Finch (cerámica)
- 1898: Gabriel Van Dievoet (esgrafiado)
- 1898: Henri Meunier (carteles)
- E. Houbion

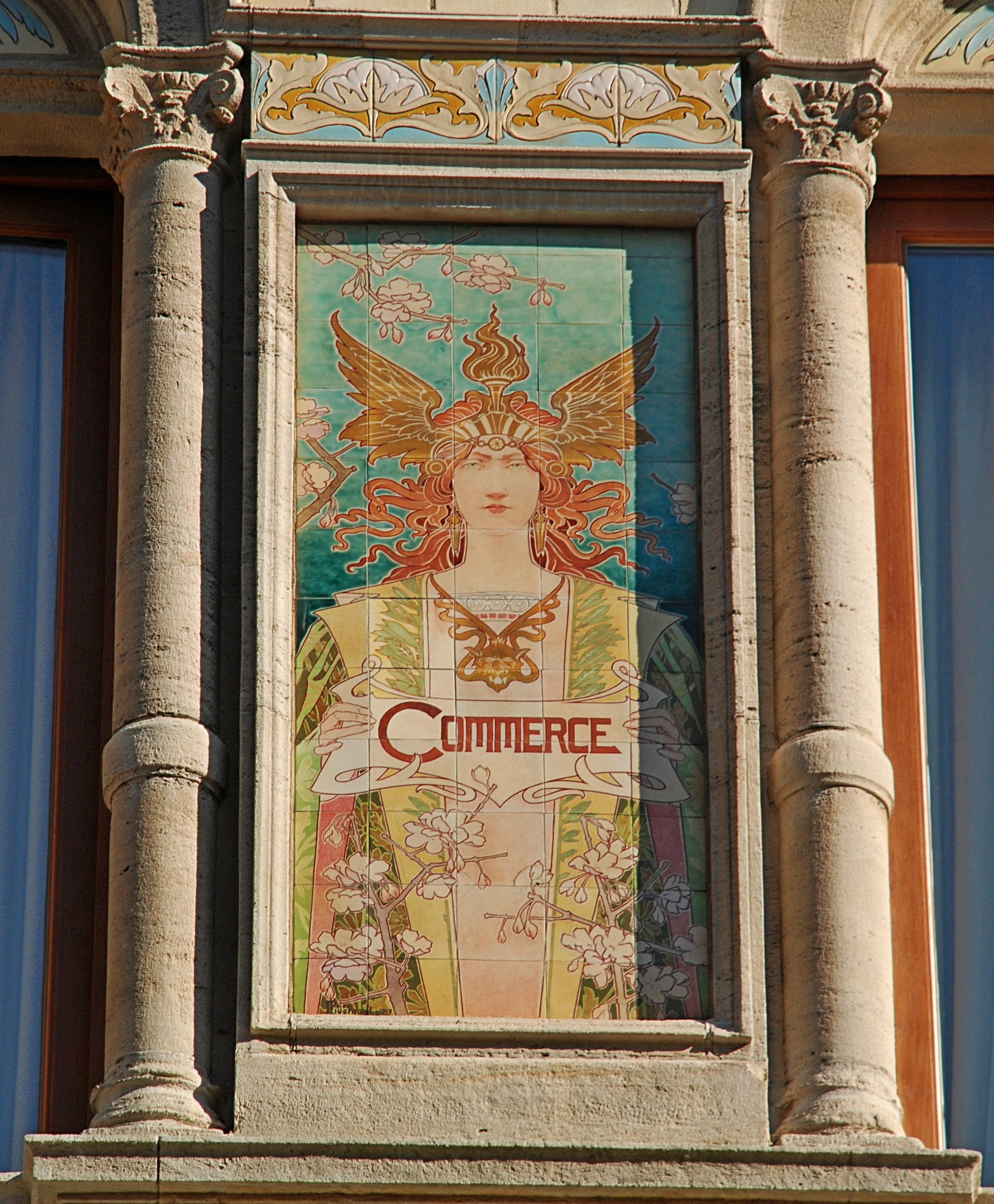
Privat Livemont: Grande Maison de Blanc
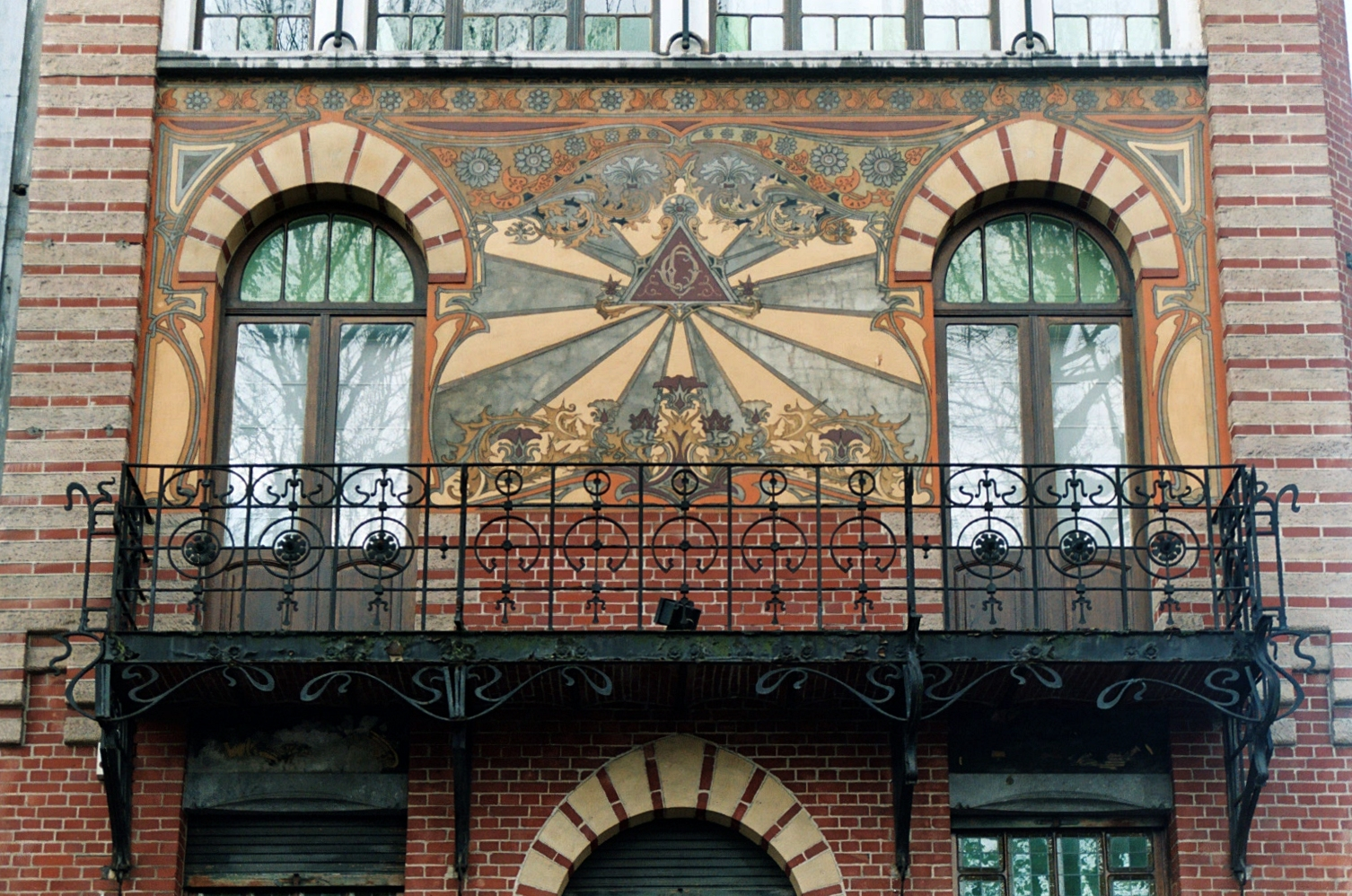
Maison dorée de Charleroi: esgrafiados de Gabriel van Dievoet
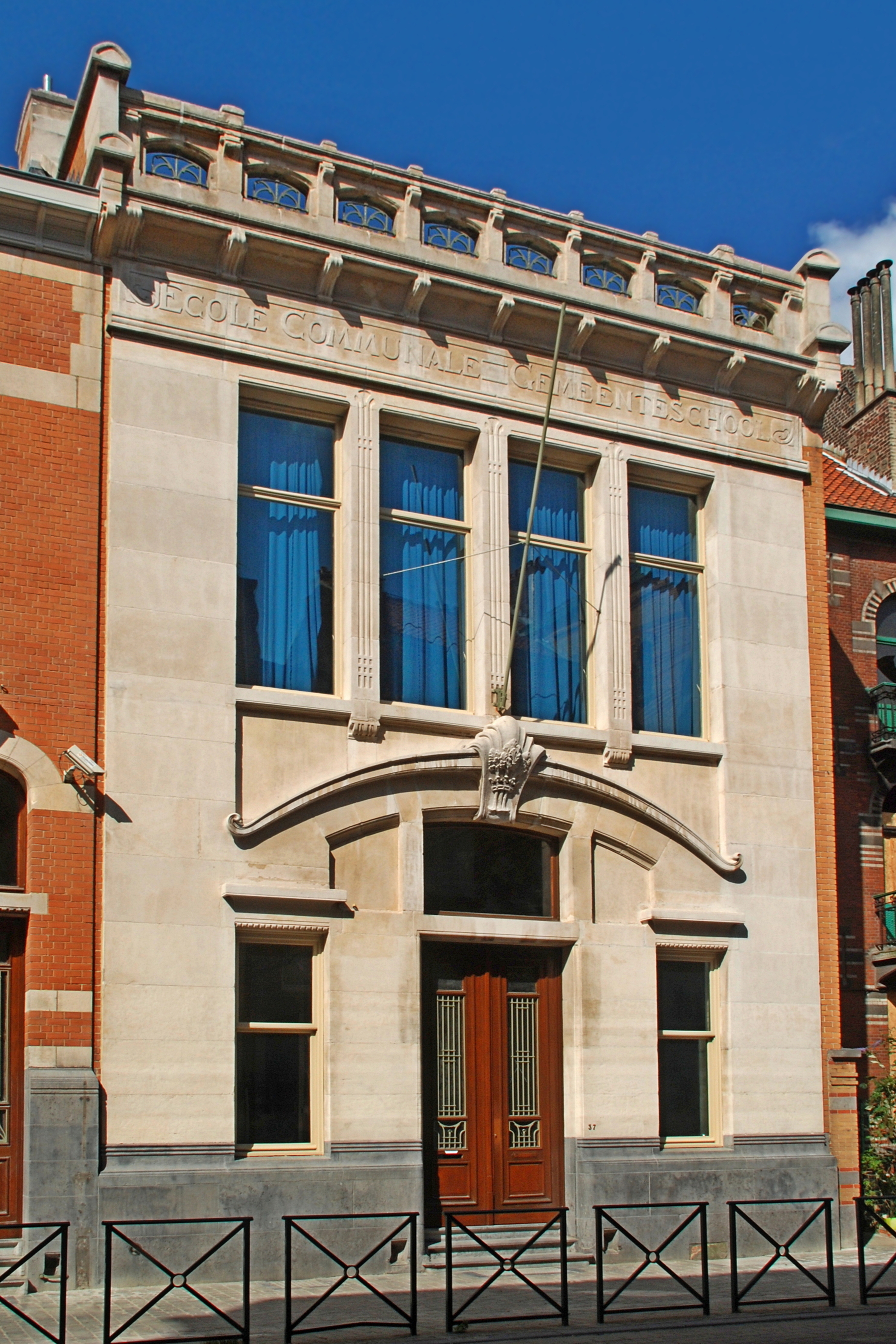
Henri Jacobs: Escuela Rodenbach
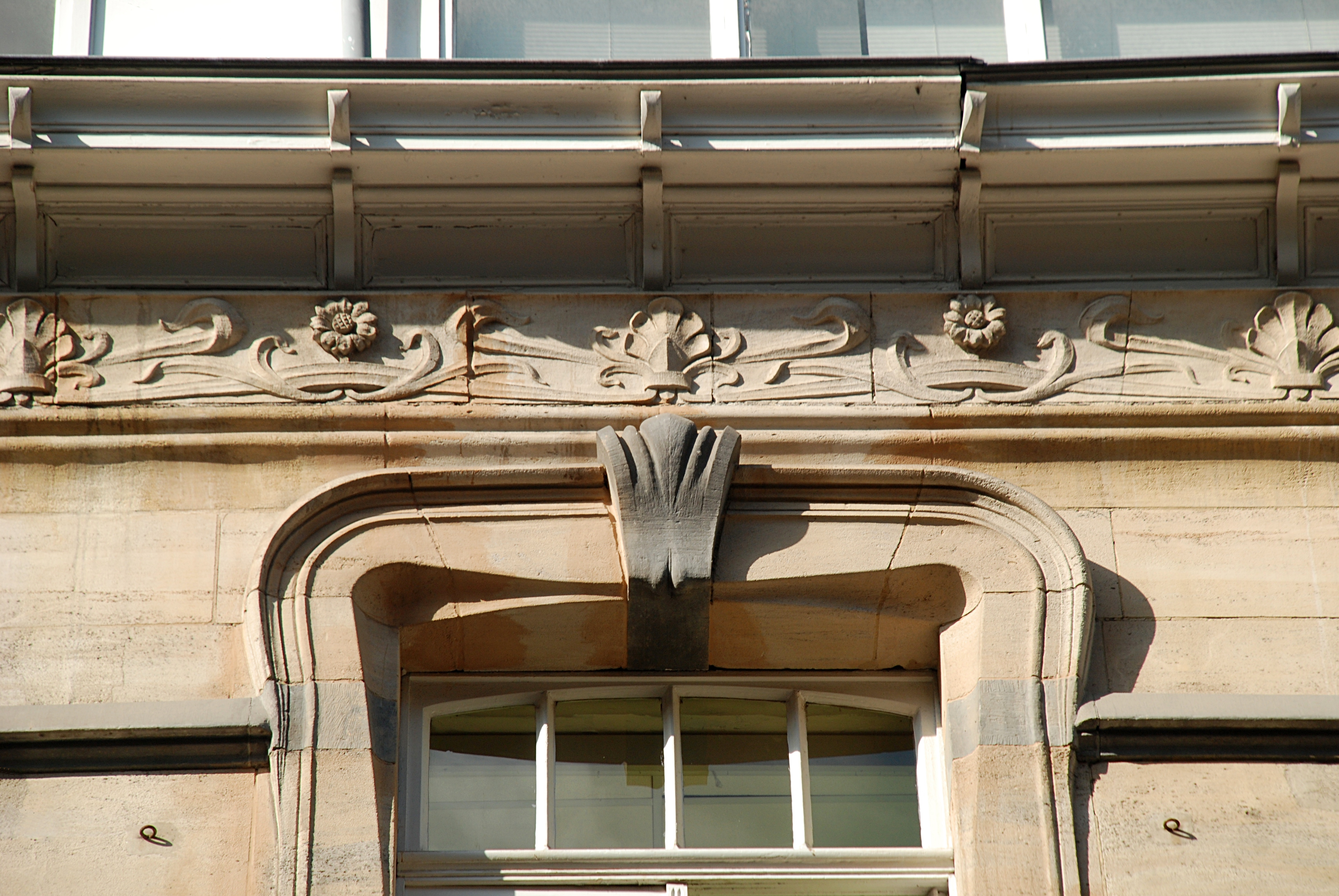
Dominique Fastré: Grandes Galeries Belges
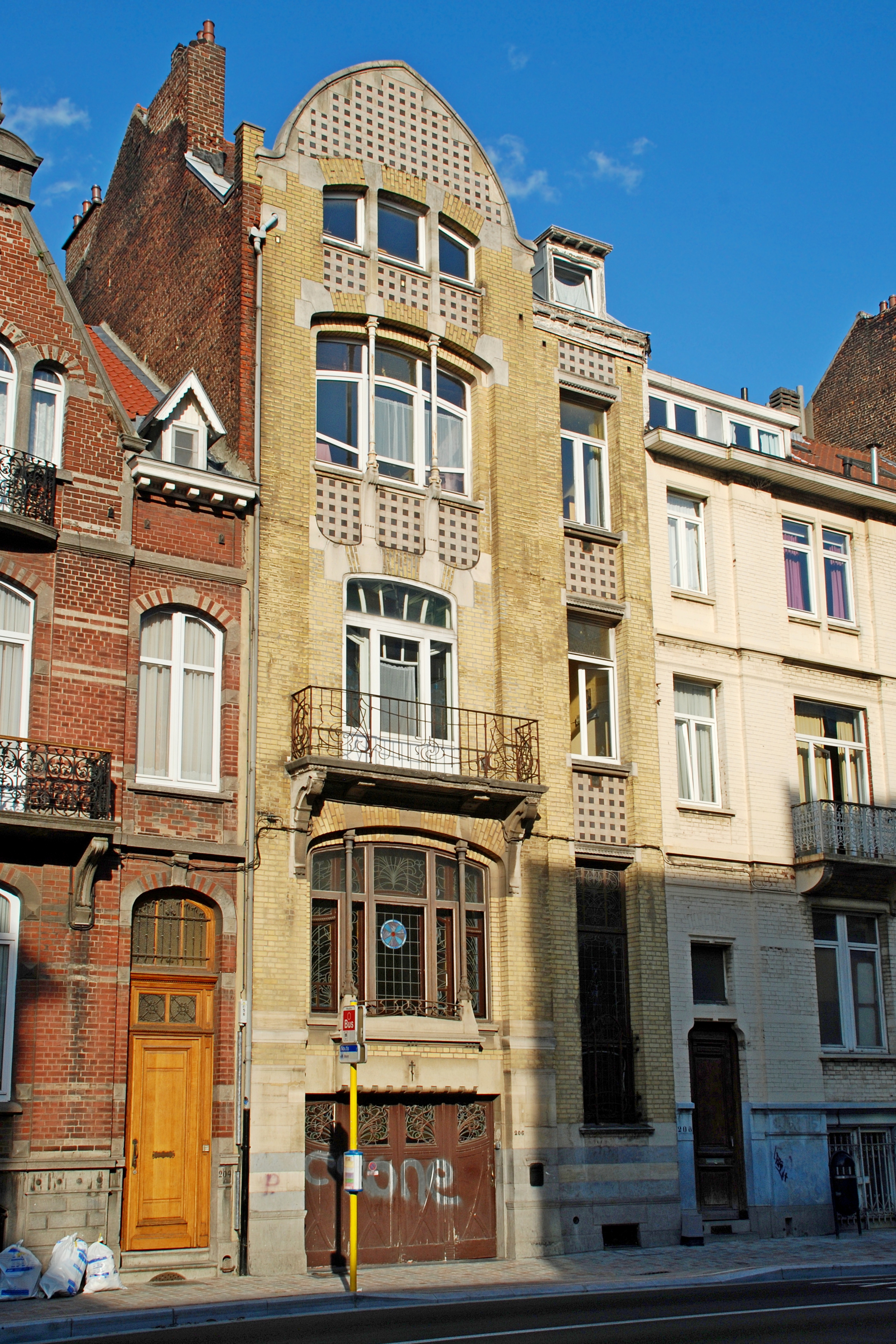
Franz Tilley: Maison Watteyne
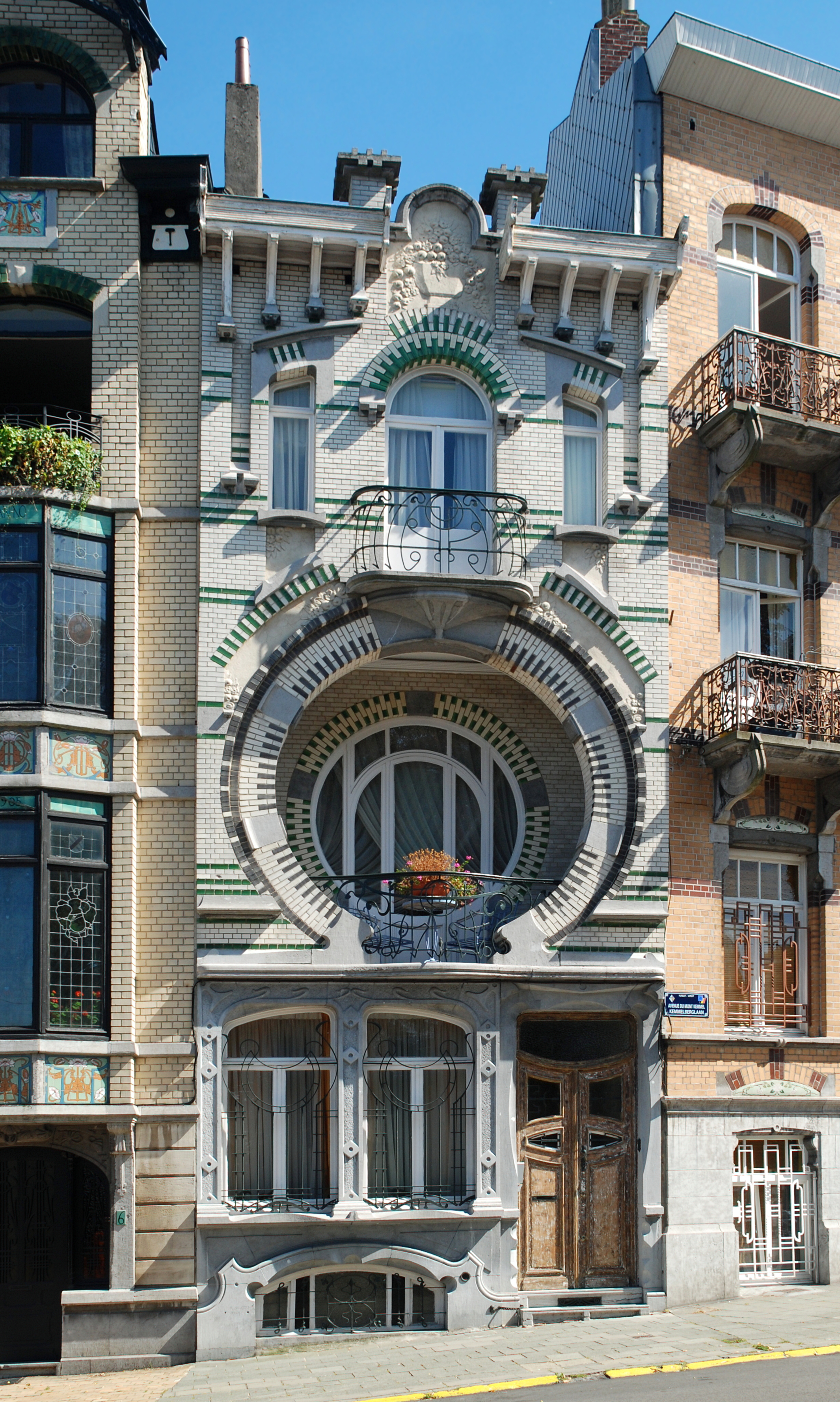
Arthur Nelissen: Maison Nelissen

#### Artes decorativas de estilo «art nouveau geométrico»
- 1894: Gustave Serrurier-Bovy (mobiliario)
- 1897: Georges Hobé (mobiliario)
- 1900: Paul Cauchie (esgrafiado)

### Arquitectura

#### Arquitectura de estilo «art nouveau floral»
- Bruselas:
  - 1893: Victor Horta
  - 1894: Octave Van Rysselberghe

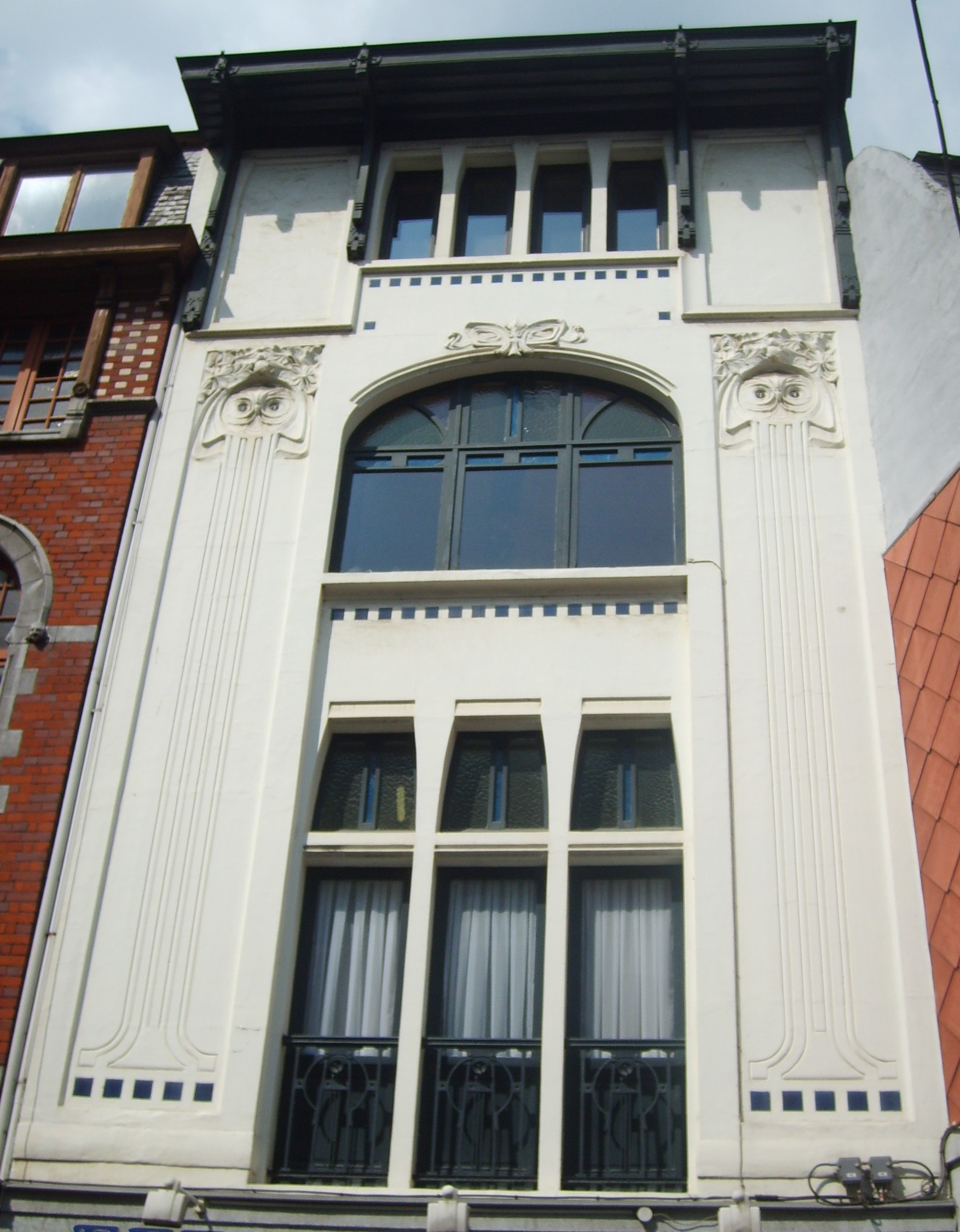
Victor Rogister: Casa Lapaille, Lieja

  - 1895: Henry van de Velde (ver también «artes decorativas»)
  - 1895: Alphonse Groothaert
  - 1895: Jules Brunfaut
  - 1897: Ernest Blerot
  - 1897: Oscar Francois y la Grande Maison de Blanc
  - 1897: Léon Govaerts
  - 1898: Georges Peereboom
  - 1899: Paul Saintenoy
  - 1899: Gustave Strauven
  - 1899: Victor Taelemans
  - 1899: Georges Delcoigne
  - 1899: William Jelley
  - 1899: Ernest Delune
  - 1900: Benjamin De Lestré de Fabribeckers
  - 1900: Albert Roosenboom
  - 1900: Richard Pringiers
  - 1902: Aimable Delune
  - 1902: Constant Bosmans et Henri Vandeveld
  - 1902: Jules Piermont
  - 1902: Louis Bral
  - 1903: Henri Jacobs
  - 1903: Alex Desruelles
  - 1904: Arthur et Auguste Toisoul
  - 1904: Dominique Fastré
  - 1904: Léon Delune
  - 1905: Paul Vizzavona
  - 1905: Émile Lambot
  - 1905: Ernest Linard
  - 1907: Joseph Purnelle
  - 1909: Nicolas Pourbaix
  - A.Lefèvre
- Región Valona:
  - 1896: Paul Jaspar (Lieja)
  - 1899: Alfred Frère (Charleroi)
  - 1900: Jules Lalière (Namur - Salzinnes)
  - 1901: Victor Rogister (Lieja)
  - 1904: Eugène Bodson (Pâturages, Colfontaine, Quaregnon)
  - 1905: Jules Micha (Lieja)
  - 1905: Jean Hocepied (Mouscron)
  - 1906: Adolphe Ledoux (Namur - Jambes)
  - 1906: Gustave Fache (Mouscron)
  - 1907: Achille Simon (Andenne)
  - 1909: Clément Pirnet (Lieja)
  - Paul Comblen (Lieja)

#### Arquitectura de estilo «art nouveau geométrico»
- Bruselas:
  - 1893: Paul Hankar
  - 1896: Armand Van Waesberghe
  - 1897: Georges Hobé (ver también «artes decorativas»)
  - 1898: Paul Hamesse
  - 1898: Édouard Pelseneer
  - 1900: Léon Sneyers
  - 1900: Benjamin De Lestré de Fabribeckers
  - 1900: Fritz Seeldrayers
  - 1900: Camille Damman
  - 1901: Jean-Pierre Van Oostveen
  - 1902: Franz Tilley
  - 1902: Fernand Symons
  - 1903: Victor Boelens
  - 1903: Alphonse Boelens
  - 1904: Jean-Baptiste Dewin
  - 1904: Michel Mayeres
  - 1905: Paul Cauchie (ver también «artes decorativas»)
  - 1905: Fernand Lefever
  - 1906: J. Dosveld
  - 1907: Louis Couprie
  - 1907: Edmond Lodewyck
  - 1908: Adhémar Lener y Antoine Pompe
  - 1910: Arthur Nelissen
- Flandes:
  - 1901: Émile Van Averbeke (Amberes)
- Región Valona:
  - 1903: Émile François (Soignies et Braine-le-Comte)
  - 1909: R. Magis (Andenne)
  - 1914: Charles Trussart (Namur - Jambes)
  - 1914: Maréchal (Amay)

## Principales obras delart nouveauen Bélgica

### Provincias
Además de los arquitectos de provincias citados anteriormente, hay que mencionar los edificios realizados en provincias por las grandes figuras del art nouveau de Bruselas, así como algunos edificios notables de provincias.

#### Obras de los arquitectosart nouveaude Bruselas en provincias
- Victor Horta:
  - Museo de Bellas Artes de Tournai
  - Villa Carpentier en Ronse (Renaix)
- Paul Hamesse:
  - Villa Beau-Site en Genval
- Paul Saintenoy:
  - Casa Losseau en Mons
- Alphonse Groothaert:
  - Comercio en la calle Marché aux Légumes n°1 en Arlon

#### Edificios notables en la Región Valona
Provincia de Brabante Valón
- Estación de Genval

Provincia de Henao

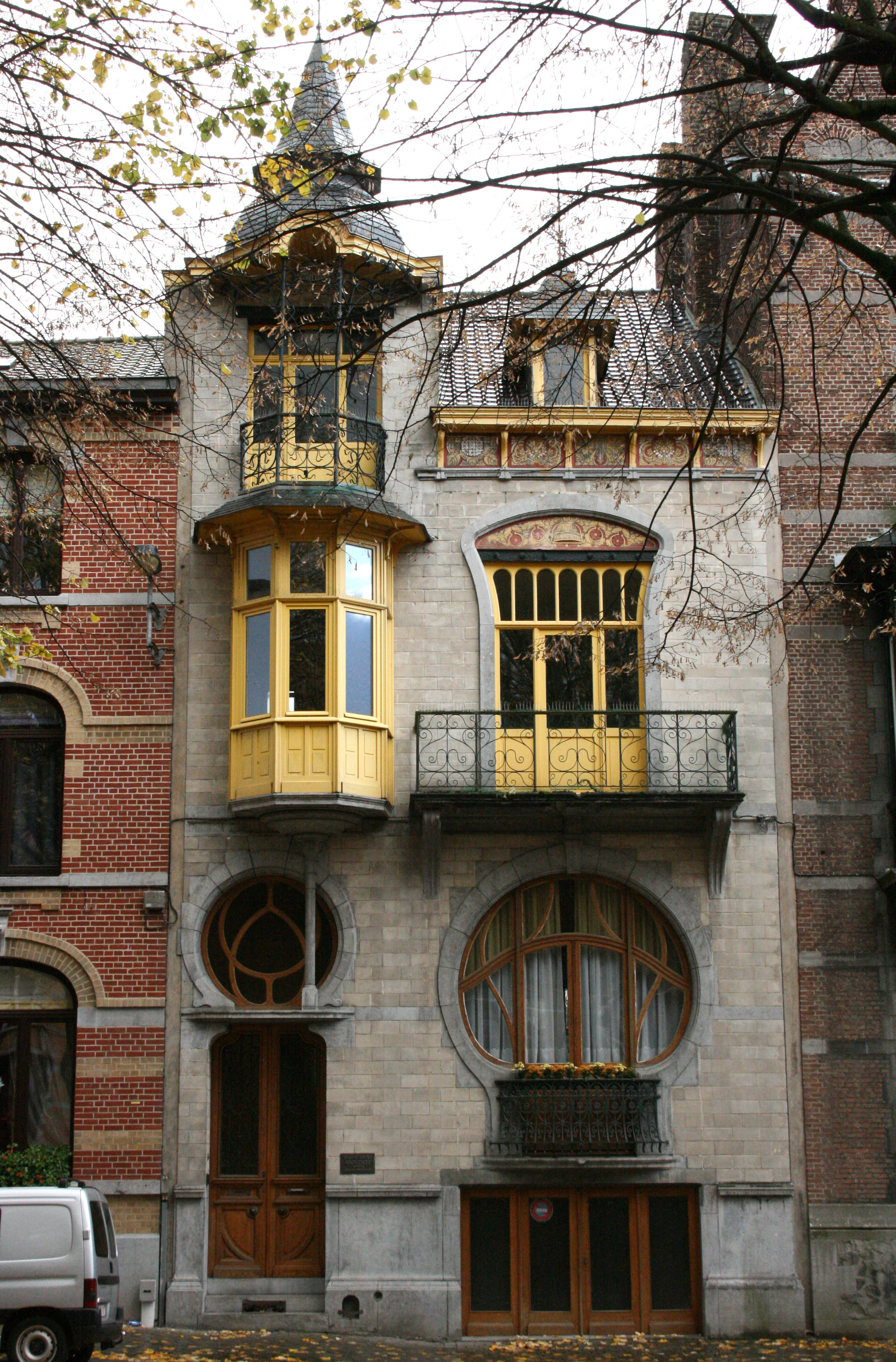
Tournai, plaza Victor Carbonnelle, 5

- Casa del pueblo de Pâturages, construida por Eugène Bodson, con esgrafiado de Paul Cauchie
- Casa Léon Losseau, calle de Nimy, 37 en Mons (interior)
- Sala de fiestas, calle de Brantignies, 4-6 en Ath
- Tournai:
  - Escaparate de tienda en la avenida des Nerviens, 24
  - Plaza Victor Carbonnelle, 5, Georges De Porre, 1903
  - Avenida Van Cutsem, 27/29, Strauven, 1904
  - Paseo des déportés, 36, Strauven, 1907
- Charleroi:
  - «Casa de los médicos», calle Léon Bernus, 40, 1908
  - Casa la Fleur o Lafleur, Paseo Solvay, 7, 1908
  - Maison dorée (casa dorada), construida por Alfred Frère, con esgrafiados de Gabriel van Dievoet, 1899
  - Casa Gaspar-Thibaut, del arquitecto Oscar Van de Voorde, 1900

Provincia de Lieja

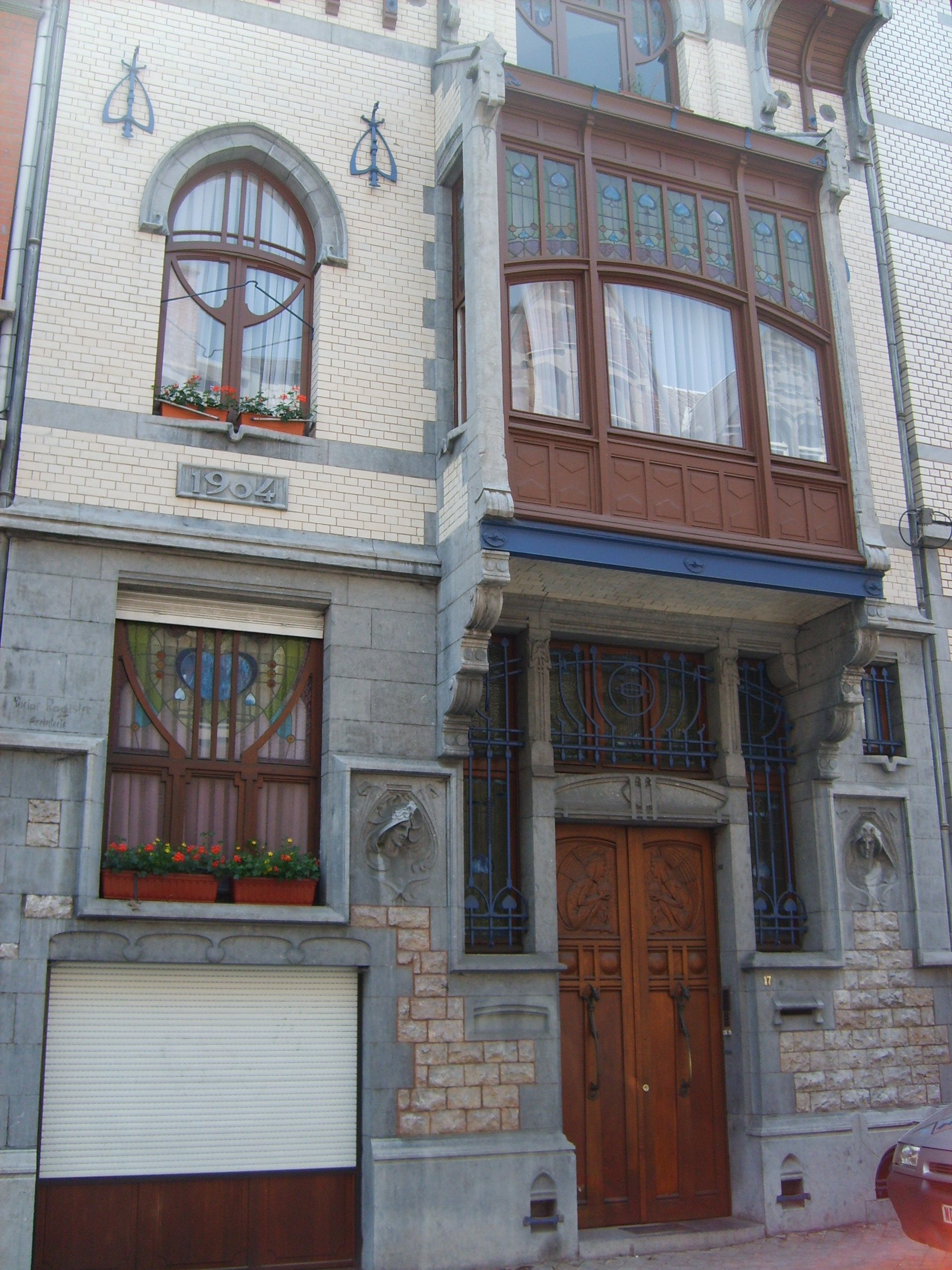
Lieja: Casa Piot

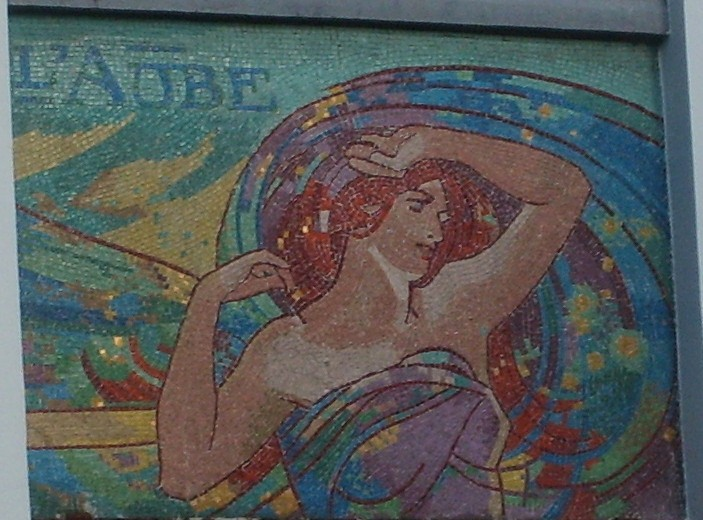
Cointe (Lieja) : Mosaico de la Villa l'Aube

- El art nouveau cuenta en la ciudad de Lieja con más de 150 obras, entre ellas:
  - La casa Piot, la casa Pieper, la casa Counet, la casa Jules Alexandre y la casa Lapaille de Victor Rogister.
  - La Villa l'Aube de Gustave Serrurier-Bovy en Cointe (Lieja)
  - La casa Comblen de Paul Comblen.
  - La casa del doctor Janssens-Lycops, la casa Charles Magnette y la casa Jaspar de Paul Jaspar.
  - El Hôtel Verlaine de Maurice Devignée.
  - Calle de vieux Mayeur: una docena de obras art nouveau en los números 38, 42/44 (del arquitecto Paul Jaspar) y del n° 51 al 55 (secuencia de Joseph Nusbaum).
- La casa Charlier de Gustave Charlier, calle du Marché, 26 en Spa.
- La villa Henrijean o White House de Paul Jaspar, avenida Prof. Henrijean en Spa.
- Círculo Artístico de Huy, calle de France, 19 en Huy, con dos grandes esgrafiados de Paul Cauchie.
- La secuencia de las cuatro villas Maréchal, chaussée Roosevelt, 34 al 40 en Amay, con cerámicas florales.
- La casa Bauwens en Verviers.
- Casa en la calle du Palais, 141 en Verviers, del arquitecto Vivroux (1904).
- Casa Peret, avenida Laboulle en Tilff.

Provincia de Namur
- Oficina de turismo, plaza des Tilleuls, 48 en Andenne.
- Villa Bagatelle, plaza Saint-Calixte, 54 en Jambes.
- La "Maison aux deux vitrines", avenida Materne, 82/84 en Jambes.
- La Villa Marcel et Gaby, calle de Dave, 94/96 en Jambes (del arquitecto A. Ledoux).
- Calle de la Gare fleurie, 4, 6 y 10 en Jambes.

#### Edificios notables en Flandes
Provincia de Amberes

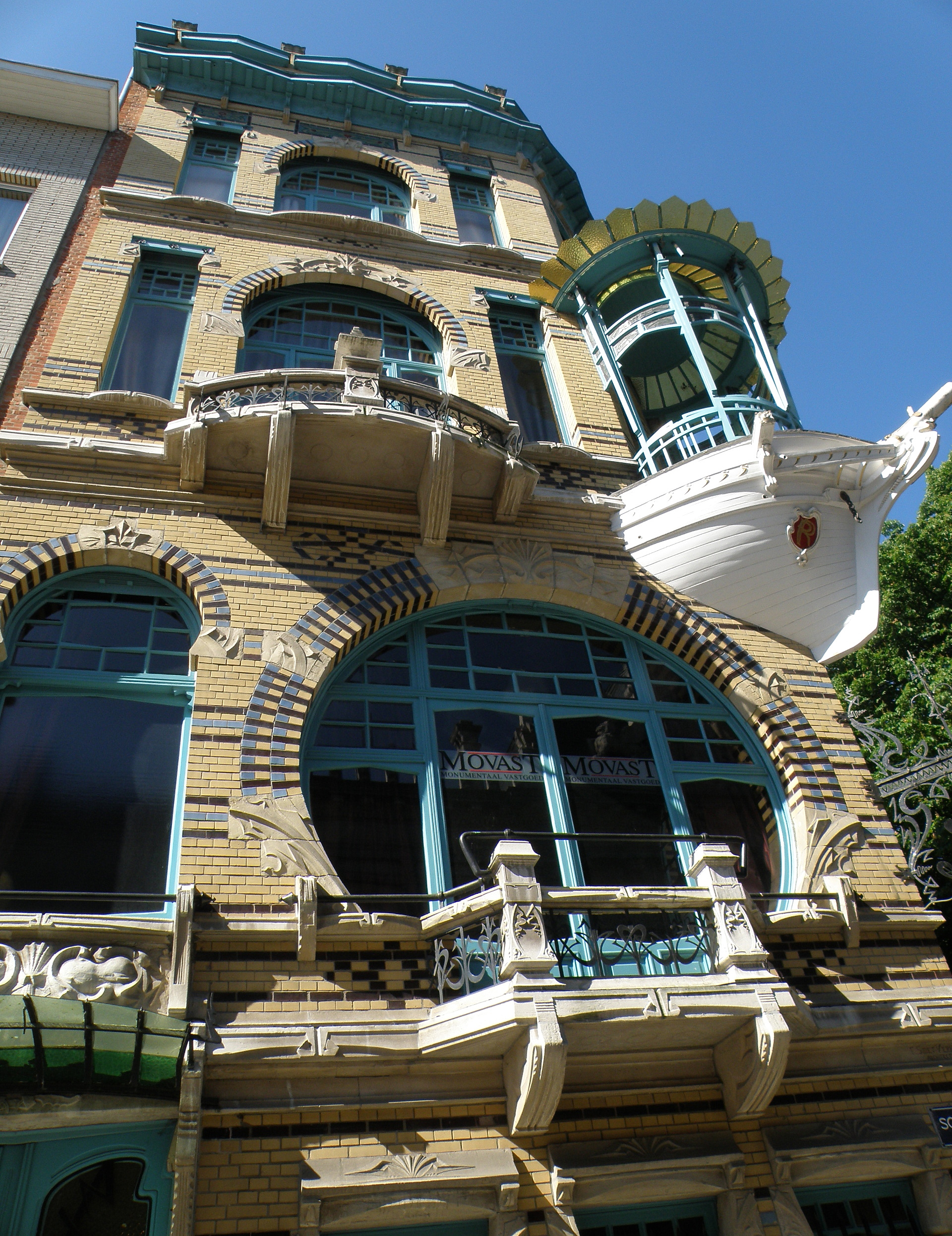
Les Cinq Continents (Amberes)

- El art nouveau en Amberes se encuentra presente sobre todo en el barrio de Zurenborg:
  - Huize Zonnebloem (Los girasoles), Cogels Osylei, 50, J. Hofman, 1900.
  - Varias casas en Cogels Osylei.
  - Casa De slag van Waterloo (La batalla de Waterloo), Waterloostraat, 11, F. Smet-Verhas.
  - Casas combinadas Lotus y Papyrus, Transvaalstraat, 52/54, J. Bascourt, 1901.
  - Casa del pueblo, Help U Zelve, Volksstraat, 40 en Amberes, por Émile Van Averbeke y Jan van Asperen, 1900.
  - Casa De vijf Werelddelen (Los cinco continentes), Schildersstraat, 2 en Amberes, F. Smet-Verhas, 1901.
- Casa en el 102 de Koningin Astridlaan en Malinas.
- Jardín de invierno art nouveau del instituto de las Ursulinas en Sint-Katelijne-Waver (Onze-Lieve-Vrouw-Waver, Sint-Katelijne-Waver).

Provincia de Brabante Flamenco
- Villa Lurman en Kortenberg, por Emile Van Averbeke, 1903.

Provincia de Flandes Occidental
- Las villas Les Charmettes, Les Enfants, Le Belvédère y Middelkerkelaan en Westende, de Octave Van Rysselberghe, 1908.
- Varias villas en Blankenberge.
- Faro de Knokke-Heist, Grondel, 1907.

Provincia de Flandes Oriental
- Ciudad obrera, Terneuzenlaan, 41-44 en Gante, Geo Henderick, 1910.
- Casa taller, Terneuzenlaan, 46/48 en Gante, Geo Henderick, 1910.
- Casa Henderick, Kunstlaan, 41 en Gante, Geo Henderick, 1903.

Provincia de Limburgo
- Antigua fábrica de chocolate Rosmeulen en Nerem, por Clément Pirnay, 1909.

### Obrasart décode los arquitectosart nouveaubelgas
Después de la Primera Guerra Mundial, algunos arquitectos del art nouveau evolucionaron hacia el art déco.
Estos son los más importantes, por orden cronológico de sus obras art déco:
- Victor Horta:
  - 1919-1928: Palacio de Bellas Artes de Bruselas, calle Ravenstein (encargado en 1919, construido entre 1922 y 1928).
- Léon Sneyers:
  - 1920: Avenida Churchill, 187.
  - 1923: Casa personal de Léon Sneyers, avenida de l'Echevinage n° 21.
- Joseph Purnelle:
  - 1920: Calle Théodore Verhagen, 22.
  - 1930: Calle des Fortifications, 9.
  - 1935: Calle Royale, 93.
- Jean-Baptiste Dewin:
  - 1922: Avenida Molière, 269 (puerta con búhos).
  - 1926: Instituto Médico-Quirúrgico de la Cruz Roja y escuela Edith Cavell de enfermería en la esquina entre la plaza G. Brugmann y la calle J. Stallaert.
  - 1926: Memorial al Dr. Depage, por los escultores G. Devreese y JB Dewin (ante el edificio anterior).
  - 1927: Boulevard du Jubilé, 86-88 y calle Hollevoet, 1 al 5.
  - 1927-1928: Calle Montjoie, 241.
  - 1926-1932: Nuevo Hospital Saint-Pierre de Bruselas, calle Haute n° 322.
  - 1932: Maternidad del Hospital d'Ixelles, rue Léon Cuissez, 30.
  - 1938: Ayuntamiento de Forest, calle du Curé.
- Camille Damman:
  - 1922-1923: Palacio de la Cambre, avenida Émile Duray, 62-68 y avenida de la Folle Chanson, 4.
  - 1925: Calle Belliard, 197 (inmueble de tendencia art déco).
  - 1925: Rectoría de Notre-Dame de l’Annonciation, calle Joseph Stallaert, 8-12.
  - 1930: Pabellón de Venezuela para las exposiciones universales de Amberes y Lieja.
  - 1933: Calle Defacqz, 125-127.
  - 1934: Iglesia Notre-Dame de l'Annonciation, plaza Georges Brugmann.
  - Calle Edith Cavell, 10.
- Fernand Lefever:
  - 1926: Avenida Seghers, 83.
  - 1927: Avenida du Panthéon, 58 (decoración de hojas de castaño).
  - 1928: Avenida Seghers, 90.
  - 1928: Avenida Seghers, 94.
  - 1931: Avenida Seghers, 85.
- Émile Van Averbeke
  - 1931-1933: Piscina de la Veldstraat en Anvers.

## Defensores delart nouveauen Bruselas
El art nouveau de Bruselas ha sufrido mucho por los ataques del tiempo y los hombres, pero también ha contado con la acción de numerosas personalidades y asociaciones para asegurar su protección:
- Jean Delhaye, colaborador de Victor Horta y gran defensor de su obra, que contribuyó a la conservación de los antiguos almacenes Waucquez consiguiendo la catalogación de ciertos elementos en 1975, y la de la casa Tassel y la casa Deprez-Vandevelde (vecina de la casa van Eetvelde), adquiéndolas.
- Jos Vandenbreeden y los Archivos Saint-Luc Bruselas.
- Françoise Dierkens-Aubry, conservadora del museo Horta.
- Michèle Goslar, escritora, apasionada del art nouveau, publicó en 2012 una exhaustiva biografía de Victor Horta.
- Guy Dessicy, antiguo colaborador de Hergé, que jugó un papel esencial en la conversión de los antiguos almacenes Waucquez en el Centro belga del cómic, y que salvó la casa Cauchie de la desaparición adquiriéndola y restaurándola con su esposa Léo.
- La asociación ARAU (Taller de Investigación y Acción Urbanas) fundada en 1969, que organiza numerosas visitas guiadas de Bruselas on el fin de dar a conocer el art nouveau y el art déco de la ciudad.
- La asociación G.E.R.P.M.-S.C. (Grupo de Estudios e Investigación de Pinturas Murales – Esgrafiados Culturales), fundada en 1991, que se ocupa de inventariar, proteger y restaurar los esgrafiados de Bruselas, bajo el liderazgo de Simone De Boeck, su hermana Monique Cordier, restauradora de esgrafiados, y de su equipo.
- François Schuiten y Benoît Peeters, autores de cómics, que han iniciado y mantenido la restauración y apertura al público de la casa Autrique.